# 11806 Thangjam
11806 Thangjam este o planetă minoră (asteroid) din centura de asteroizi. A fost descoperită pe 1 martie 1981 la Observatorul Siding Spring de Schelte J. Bus și a fost numită după Guneshwar Thangjam⁠(d). 
Obiectul prezintă o orbită caracterizată de o semiaxă mare de 2,2515887 UAi, o excentricitate de 0,11, o înclinație de 2,52593 ° în raport cu ecliptica.